# ロスリン研究所
ロスリン研究所（Roslin Institute）は、スコットランド、ミッドロージアン、Easter Bushにある畜産学の研究施設。エディンバラ大学の一部であり、バイオテクノロジー・生物科学研究会議より資金提供を受けている。2017年9月、Eleanor Riley教授がDavid Hume教授の後任としてロスリン研究所の所長およびエディンバラ大学のRoyal (Dick) School of Veterinary Studiesの研究科長となった。

## 歴史
その起源は、1919年にエディンバラ大学に設立された動物遺伝学研究所(IAG)に遡ることができる。
1947年、IAGの専門的技術が2つの新たな研究機関、家禽研究センター(PRC)と動物飼育研究機関(ABRO)を形作るのに使われた。PRCはシンクレア家のロスリン礼拝堂で世界的に有名なミッドロージアン、ロスリン村の近くに位置していた。
1980年代後半に変化があり、様々な種類の遺伝子研究が徐々にロスリンに統合されていき、1993年にバイオテクノロジー・生物科学研究会議の全額出資であるが、独立した研究所として設立された。
2011年、場所をロスリンから大学のEaster Bushキャンパスに移転した。ただし、この世界的に有名な名前は今でも変えていない。

## 栄誉
1996年にイアム・ウィルムット、キース・キャンベルらが、大人の細胞からクローン化した最初の哺乳類である「ドリー」を作り出し、国際的な名声を手に入れた。1年後、「ポリー」と「モリー」がクローン化された。この両方のヒツジはヒト遺伝子を含んでいた。
他にも、特に量的遺伝学の応用を通じた家畜の改良・福祉の分野で、動物科学に多くの貢献をしてきた。2007年、ロスリン研究所のチームは、抗がん剤を作るのに必要なたんぱく質を含む卵を産むことのできる、遺伝子組み換え鶏を開発した。

## 目的
ロスリン研究所は、動物生態学における世界クラスの研究を通して、動物とヒトの生活を向上させることを目的としている。主な目的は
- 病気に対する抵抗力に影響を与える遺伝的要因の知識を通じて、動物の健康と福利を向上させる
- 生殖および発生生物学の理解を通じて、家畜システムおよび食料供給チェーンの持続可能性と生産性を向上させる
- 病気を引き起こす有機体と、動物の間の相互作用を理解することにより、食品の安全性を高める
- 健康と病気の基本的なメカニズムと、動物種の比較生物学を理解することにより、ヒトの健康を高める
- 新しく出現しつつある人畜共通感染症を特定し、病原体が動物からヒトへ如何に侵入する可能性があるのかを理解する
- 動物の環境と、生活経験を最適化することに関連するメカニズムと行動を研究することにより、動物の生活の質を高める

## 研究
4つの科学部門に分類されている。
- 発生生物学
- 遺伝学・ゲノミクス
- 感染症・免疫
- 臨床科学

## 新たな建物
2007年4月、ロスリン研究所に、伝達性海綿状脳症（狂牛病、スクレイピー、CJD）の生物学の解読における役割で知られる動物衛生研究所の神経病因ユニットが加わった。2008年にはエディンバラ大学の医学部・獣医学部内にあるRoyal (Dick) School of Veterinary Studiesと統合された。現在500人以上のスタッフと学生が在籍している。
2011年3月、ミッドロージアンのロスリン村から、Easter Bushにあるエディンバラ大学の獣医学キャンパスへ移転した。この建物は、Royal (Dick) School of Veterinary Studiesの教授を行う新たな建物の道路を挟んで向かいにある。この建物は、グローバルな建築事務所HDR, Inc.により設計された。
ロスリン研究所と獣医学部は、Moredun研究所とScottish Agricultural Collegeとともに、正式なコンソーシアムであるthe Easter Bush Research Consortiumの一部である。